# 中南乡
中南乡，是中华人民共和国四川省南充市西充县曾经下辖的一个乡。2019年10月，撤销中南乡和义和乡，将其所属行政区域划归槐树镇管辖。

## 行政区划
中南乡撤销前下辖以下地区：
雨台山村、李家山村、邓家沟村、郭家嘴村、周家嘴村和中和井村。